# Курорт

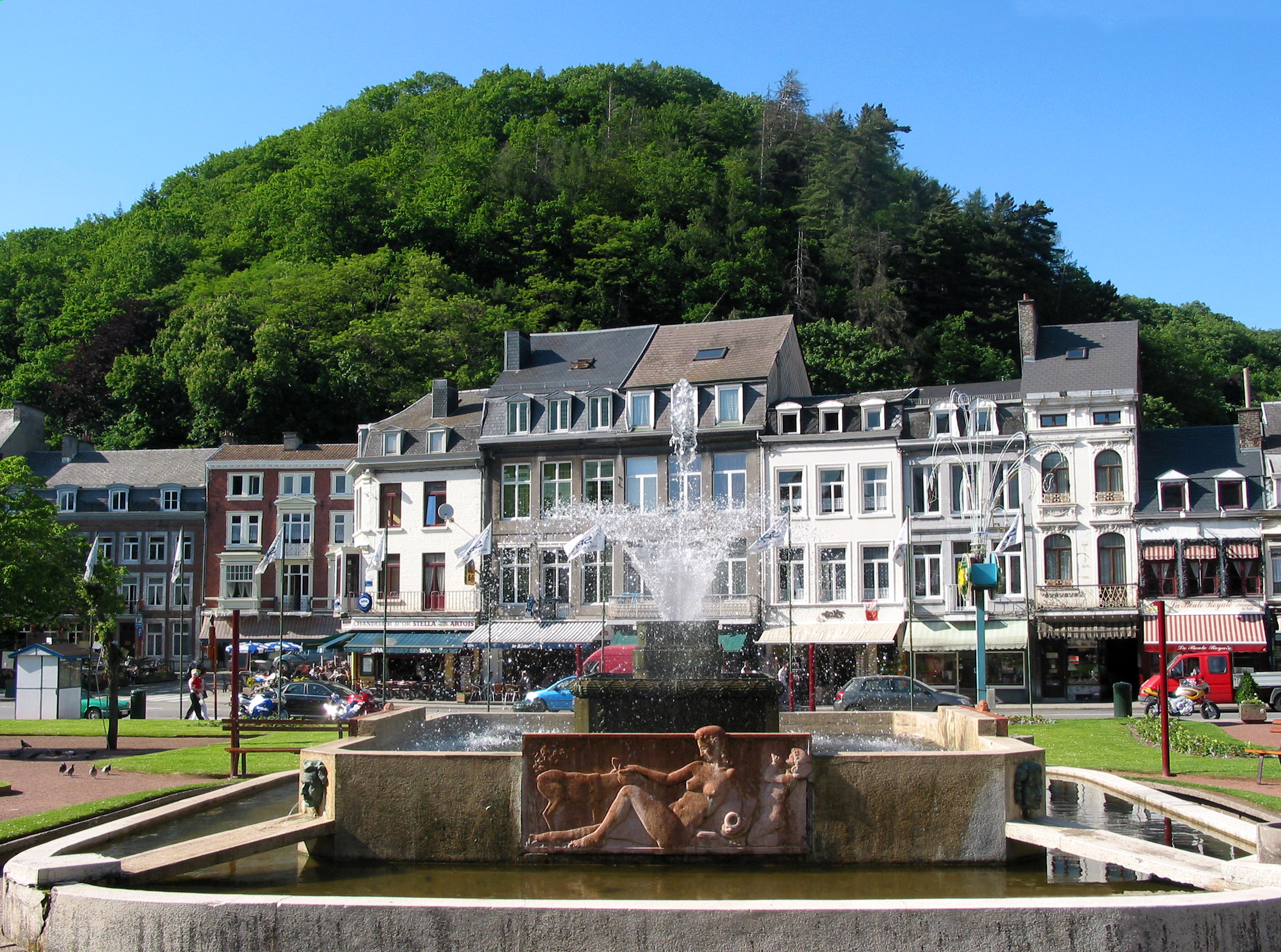
Имя города Спа стало обозначением водолечебного курорта во многих языках мира.

Куро́рт (нем. Kurort — от Kur — лечение и Ort — место, местность) — освоенная и используемая с целью лечения, медицинской реабилитации, профилактики заболеваний и отдыха местность.

## История курортов

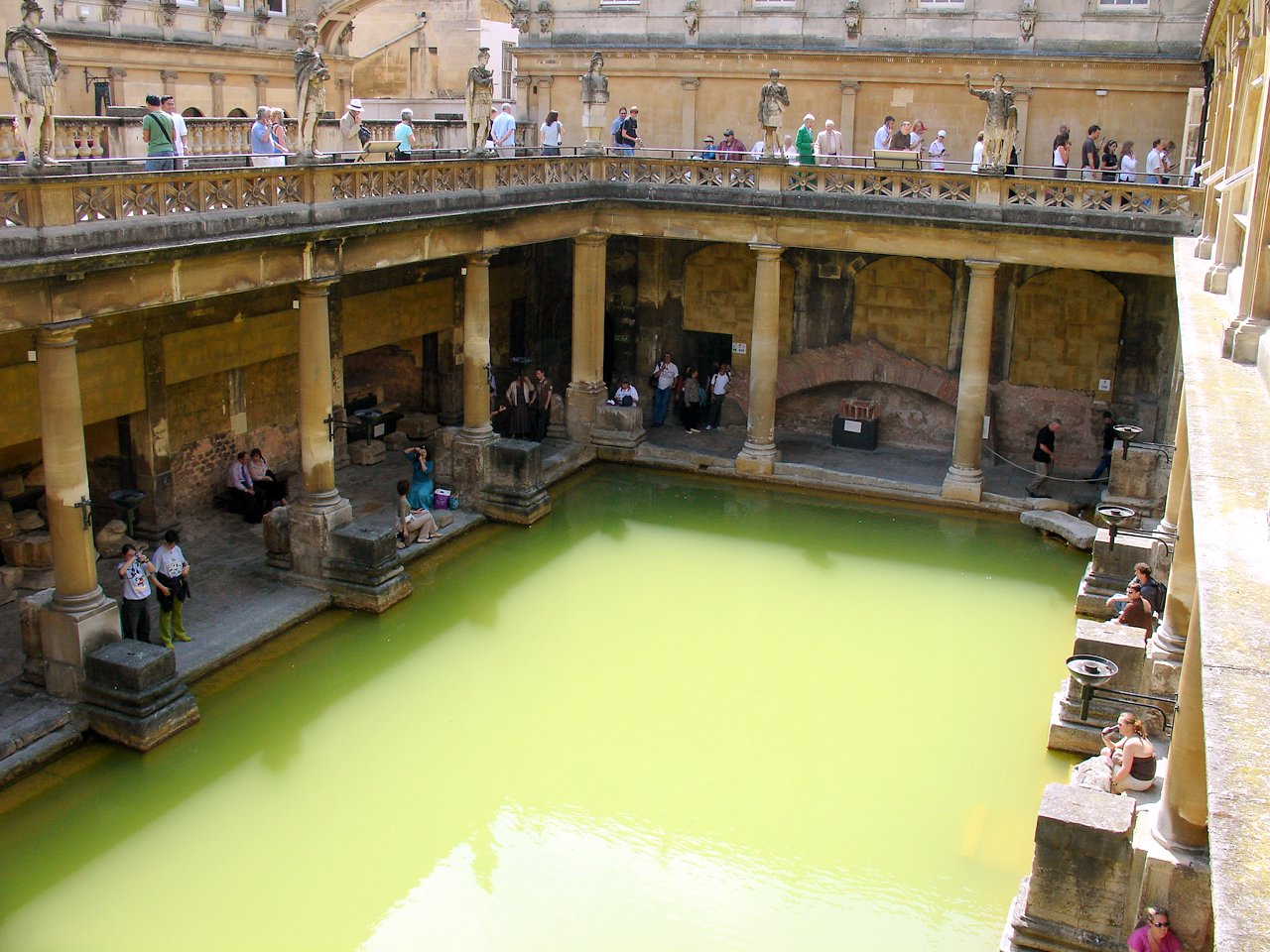
Древнеримские термы старинного города-курорта Бат (Англия)

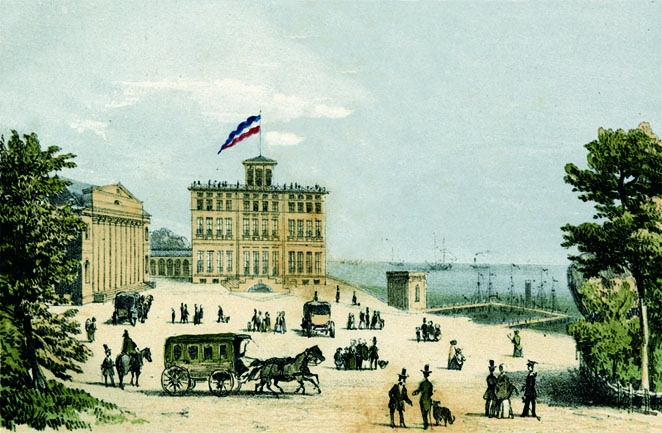
Вид Хайлигендамма, старейшего морского курорта Германии, в 1841 году

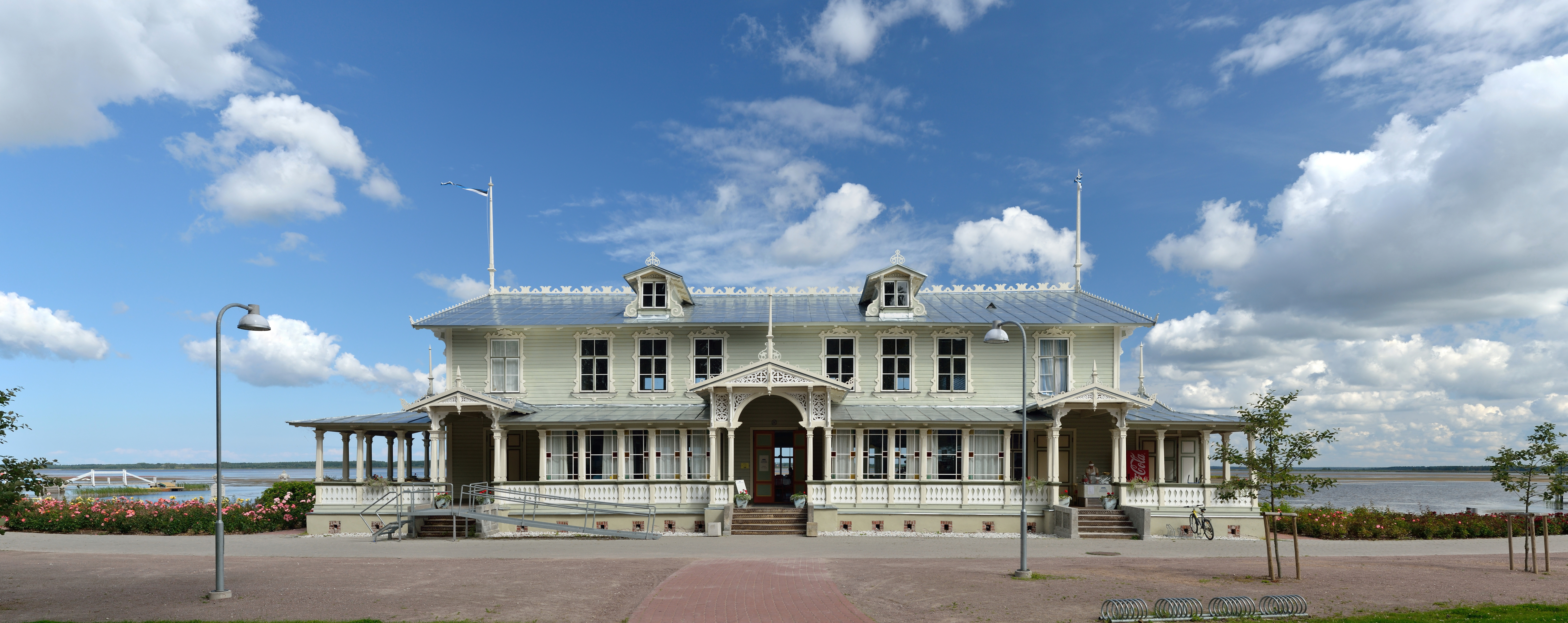
Курзал XIX века на берегу Балтийского моря в Гапсале

Первые курорты обустраивались человеком на месте природных образовываний, обладающих лечебными свойствами. Так, известные всем римские термы вначале были творением природы, и лишь потом преобразованы в чудо архитектуры Древнего Рима.
Итальянские термальные курорты Monsummano Terme, Montegrotto Terme, Montecatini Terme интересны тем, что именно природой там созданы термальные лечебницы — горячая вода источников наполняют многочисленные гроты паром.
Однако ещё в античной Греции общественные купальные устройства были неотъемлемой частью спортивных заведений (Gymnasion). Завоевав Грецию, римляне заимствовали там не только различные виды искусства и науки, но и их опыт в использовании бальнеологии. Но, в отличие от греческих купален, использующих холодную воду, они стали строить подобные сооружения на горячих источниках и назвали их термами.
В Древней Греции и Риме применялись с лечебными целями и другие природные факторы. Так, храмы Асклепия (Эскулапа) строились в местностях, известных не только своими источниками мин. вод, но и целебным чистым воздухом, богатой растительностью «священных рощ» (климатические курорты). У знатных римлян пользовалась популярностью приморская климатическая лечебная местность Анциум (Анцио; сейчас там имеется музей курортов и терм, остатки римских построек).
В Средние века, когда горячие источники считались дыханием преисподней, многие термы были разрушены. Иные превратились в руины от времени.
В эпоху Возрождения стала возрождаться известная с Античности культура лечения на водах. Немецкие курорты Баден-Баден и Ахен, бельгийский Спа (от названия которого происходит термин «спа»), чешский Карлсбад и другие ныне популярные курорты вскоре стали центром встреч высшего общества. Почти на каждом курорте той эпохи был свой театр и казино.
В России первый курорт появился в начале XVIII века, когда по указу Петра I был построен курорт «Марциальные воды» (1719). В те же годы нем. учёным Х. Паульсеном по повелению Петра I были заложены «бадерские бани» на Липецких солёных водах, которые вскоре приобрели популярность в России и явились базой второго её курорта. Первые официальные сведения о минеральных источниках Кавказа содержатся в отчетах доктора Готлиба Шобера (1717 г.), который был направлен высочайшим Указом Петра I в район Северного Кавказа «искать ключевые воды» (арабский путешественник Ибн Баттута в сер. XIV века пишет о горячем мин. источнике на Сев. Кавказе — в районе совр. Пятигорска). Спустя почти 100 лет, 24 апреля 1803 года, был опубликован указ императора Александра I «О признании Кавказских вод целебной местностью государственного значения». Сегодня курорты Кавказских Минеральных Вод: Железноводск, Ессентуки, Кисловодск и Пятигорск известны далеко за пределами России. Впрочем, как и столица Олимпийских игр 2014, Сочи, о целебной «огненной воде» Мацесты, источники которой были известны с древнейших времен, писал в 1840 году английский эмиссар Белла.
Морские курорты в современном смысле этого слова появились только в середине XVIII века, когда в Великобритании в 1754 году был открыт «морской госпиталь», организованный доктором Ричардом Расселом. На протяжении XIX века в Европе появилось множество морских курортов (в частности, Брайтон в Великобритании, Биарриц во Франции, Кранц в Восточной Пруссии), и отдыхать на них стало модно.

## Классификация курортов

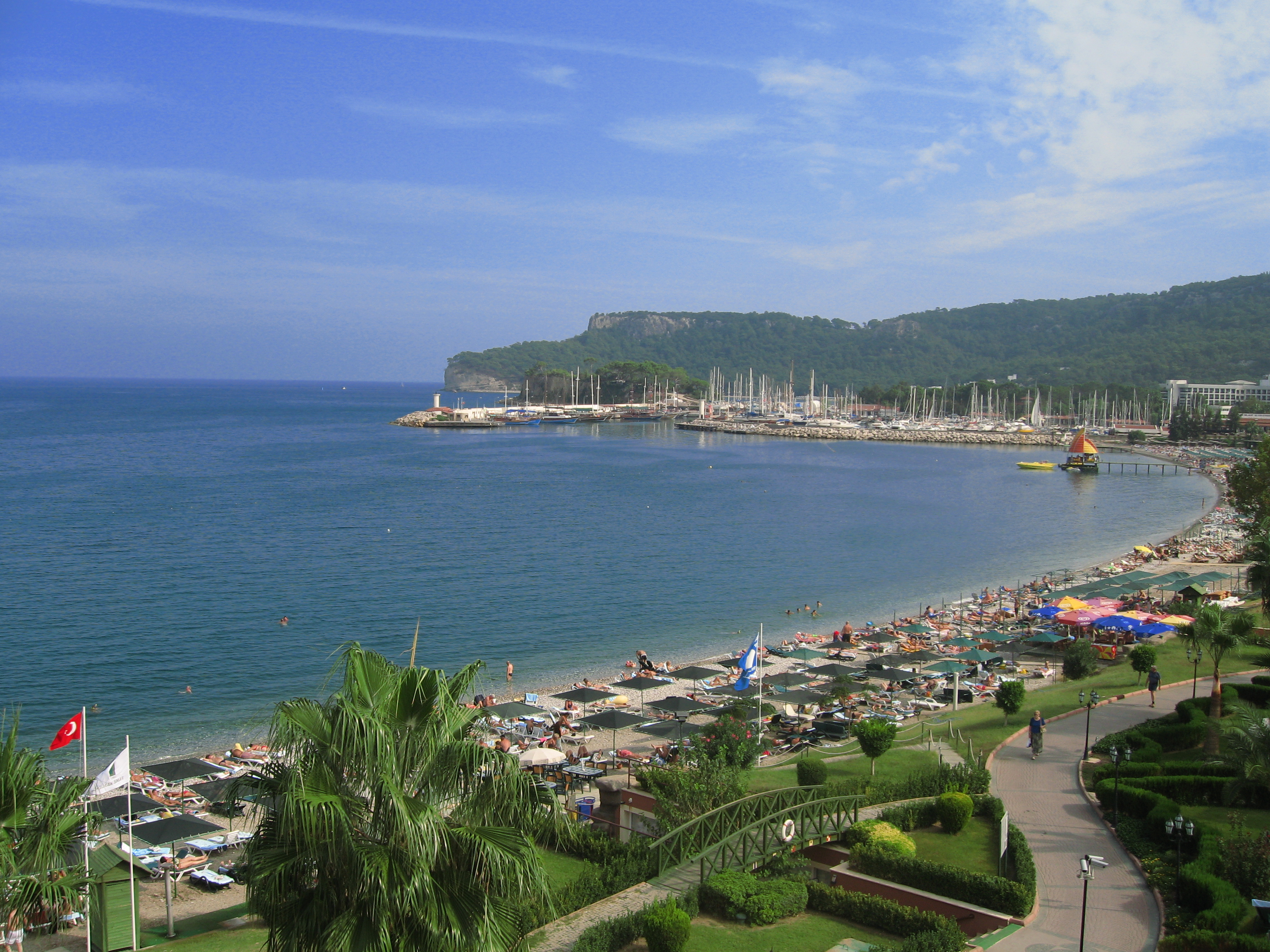
Пляж в Кемере (Турция)

- Морской курорт — населенный пункт, расположенный на побережье и имеющий инфраструктуру для отдыха и оздоровления.
- Горнолыжный курорт — территория в горном районе, обустроенная для активного отдыха и спорта, как правило, горными, зимними видами спорта: занятием горными лыжами, сноубордом.
- Климатический курорт — тип курорта, где в качестве основного лечебно-профилактического фактора используется климат (напр., горный курорт), а среди методов: аэротерапия, гелиотерапия, талассотерапия.
- Бальнеологический курорт — (от латинского balneum — ванна, therapia — лечение) — тип курорта, где в качестве основного лечебного фактора используются природные минеральные воды. Воды могут применяться наружно (ванны, души, бассейны и др.), для питьевого лечения, ингаляций, орошений и других процедур. Бальнеотерапевтические курорты оборудованы бальнеолечебницами, питьевыми галереями, бюветами, бассейнами, ингаляториями и т. д.
- Грязелечебный курорт — тип курорта, где в качестве основного или одного из основных природных лечебных факторов — наряду с климатом, природными минеральными водами, используются лечебные грязи.
- Кумысолечебный курорт — тип курорта, где в качестве основного природного лечебного фактора используются кумыс. Приготовление полноценного кумыса возможно при выпасе кобылиц в степной или лесостепной зоне.
- Инновационный курорт — это современный туристический и рекреационный объект, который отличается как уникальной природной средой, так и передовыми решениями. Его можно понять в двух аспектах: Во-первых, это географически уникальная территория, где сочетаются урбанизированные пространства и природные ресурсы, воспринимаемая посетителями как целостное и связное туристическое направление. Во-вторых, это комплекс для отдыха и туризма, в котором применяются современные технологии, предлагаются уникальные впечатления благодаря дизайну услуг, интерактивным развлечениям, устойчивым решениям и возможности для гостей участвовать в создании активности.[4]

## Изучение курортов
Медицинская наука, изучающая природные факторы с целью восстановления здоровья, называется курортологией. Использование природных факторов для профилактики заболеваний у здоровых людей изучает валеология.